# パンチラ喫茶
パンチラ喫茶（ぱんちらきっさ）とは、ミニスカートの衣装を着用した女性ウエイトレスがドリンクなどを運んだり、その女性ウエイトレスとゲームなどをして遊べる店である。

## 概要
チラリズムを売り文句にしたパブ。
2006年10月大阪ミナミの宗右衛門町に「P-DOLL」という名前で全国初のパンチラ喫茶が営業を開始した。その後、大阪の梅田や西中島に4店舗、展開していった。現在、「P-DOLL」グループは解体しておりパンチラ喫茶も大阪市内に一件だけしか残っていない。店名も「秘密喫茶」と変更している。
通常はカウンター席に客が着席し、相対する女性ウエイトレスが目線上に着席し接客をする。カウンター越しに会話をしたりゲームなどを楽しむことができる。キャバクラやガールズバーに属さない新しいタイプのお店ともいえる。女性の入店も可能である。働いている女の子は20代前半が多く若い店員が多い。パンチラ喫茶では接客をする女性従業員の事をパンチラ+アイドル＝チラドルと呼び、お客様をチラーズと呼ぶ。

## チラリズムの歴史
チラリズムとはもともと、女優の浅香光代が剣劇芝居の立ち回りを行う際にチラリと見える太ももが醸し出すエロティシズムを新聞記者が表現した言葉である。1951年（昭和26年）の流行語となった。とはいえ、この性的嗜好はそれ以前から存在している。近代以前は洋の東西を問わず女性の肌の露出は社会的な一種の禁忌となっていた。そのため女性の隠された素肌に対する性的興味や性的好奇心は抑圧されてきたが、一部に性的嗜好として好事家の興味対象となった。20世紀後半以降、とくに1970年代から漫画やテレビドラマの演出方法として広まりごく一般的な概念となった。
チラリズムは、羞恥心との関係が強い。女性が普段は隠されているべき部位を晒すことに羞恥を感じ、そこを隠そうとして慌てる仕草などに性的欲求を喚起される傾向がある。近年、若い女性の肌の露出が増えるとともに、見せるための下着も存在しているため、チラリズムは衰退傾向にある。

## パンチラの歴史
注目されるようになった時期は不明である。1986年版『現代用語の基礎知識』で初掲載されたが、実際は1970年代より使われている。日本では和服の時代には基本的に下穿きは着用しないものであり、裾がまくれた場合にはパンティーではなく性器が見えてしまうという状況であった。しかし、この頃からの羞恥心の変遷について研究した井上章一によれば、当時は「見えてしまうこと」はさして大変なことではなく、日常的な風景であったとされる。また、そのような視点から白木屋の火事のエピソードを否定している。
その後、洋装に切り替わって女性が下穿きを着用するようになり、次第にパンティーが見えることが大変なこととして受け止められるようになるが、その明確な時期は不明である。
マリリン・モンローの出演した映画『七年目の浮気』（1955年）においてはスカートが大きくまくれあがるシーンがあり、話題を呼んだ。日本では1969年に小川ローザが出演して「オー!モーレツ」のキャッチコピーで一世を風靡した丸善石油のテレビCMで、ミニスカートがめくれるシーンがあり、話題になった。また、それに前後して1968年から連載が始まった永井豪の漫画作品『ハレンチ学園』に影響されてのスカートめくりが流行した。遅くともこの時期には、すでに「パンチラ」という概念がある程度定着していたと考えることができる。
1970年代から1980年代にはパンチラが人々の関心を集める効果が注目され、青少年向け雑誌のグラビアだけでなくテレビCMの常套手段となり、テレビドラマなどにもしばしば登場した。その後に雑誌のグラビアなどが過激な方向にシフトしたこと、ミニスカートが一般に浸透して見える可能性がある場合には見えてもいいものを重ね穿きする習慣が普及したことなどの事情が重なり、パンチラ自体の注目度は低下した。また、近年ではパンチラが男性の性的な視線を集めることが周知されて嫌悪感を持つ人が増えたため、不特定多数を対象とした媒体（テレビなど）ではあまり見られなくなっている。パンチラに対する男性の視線を諧謔的に描いた作品としては、グループ魂による「パンチラ・オブ・ジョイトイ」（2004年、『荒ぶる日本の魂たち 』収録楽曲）がある。